# 晶報 (香港)
《晶報》（英語：Ching Po Daily）是一份於1956年在香港創辦的中文報章，由資深報人陳霞子擔任總編輯兼主筆，督印人為鍾萍，1991年3月15日正式停刊。

## 簡史
《晶報》於1956年5月5日在香港創刊，前身為《明星日報》，由歐陽成潮及王以達創辦，王以達任社長，鍾萍任督印人，並由曾任《成報》主筆的資深報人陳霞子擔任總編輯兼主筆。報章以文化水平較低的草根階層為目標讀者，其中一個使命是「使文化較低的讀者，逐步提高他們對世界知識、科學知識與歷史知識的水準」。
1956年創刊的開頭數個月只售五仙，僅是當時大多數報紙售價的一半。由於售價低廉，吸引了不少讀者，在1960年代成為香港第三大報紙，銷量僅次於《星島晚報》及《成報》。
《晶報》最先的社址在灣仔軒尼詩道84號四樓，1957至1958年時搬至中環威靈頓街，約1965年搬至皇后大道東141號的循環大廈，1989年10月15日由灣仔遷往鰂魚涌華蘭路20號華蘭中心六樓。
1980年代後期，由於香港報章競爭激烈，《晶報》的經營日漸艱難。最後，由於虧損嚴重，《晶報》於1991年3月15日正式停刊。1991年3月14日最後一份出版的《晶報》出紙四張半，售價港幣為二元半，當天的報章頭條標題為「大肚婆偷渡抵港 梯間誕下龍鳳胎」，社論標題為「晶報向讀者暫時告別」，社論指出，年前收購了《香港商報》的聯合出版（集團）有限公司正辦理有關收購《晶報》的手續，並指「《晶報》的突出特色，將首先在《香港商報》上體現」。

## 內容

### 社論
由總編輯陳霞子以夾雜文言文、白話文和粵語的「三及第文字」撰寫，文章中經常會引用《四書》及《三民主義》。

### 怪論
以「曲筆」形式寫的評論文章，用語帶詼諧的文字評論社會時事，表面看來荒謬，實質言之有理，由劉晟、陳青楓、陳思國、吳在城四人負責撰寫。

### 街坊服務版
街坊服務版用「通天曉」作版頭，每天以半版版面去解答讀者有關天文、地理、醫學、藥物、文學、藝術、心理、修養、生活常識等等包羅萬有的各方面問題，這成為了當時香港報章裡唯一的「版面特色」。「通天曉」主要由編輯劉晟負責解答問題，亦會請來不同人仕協助，例如：詩人何達（筆名：尚京）負責解答有關年青人修養和戀愛的問題，陳青楓負責解答有關節令性的問題，胡振解答有關粵劇的問題，還會邀請多位中西醫解答有關醫學及藥物的問題。

### 副刊
副刊下分「醒目」和「開心」兩版，其專欄作者中當中不乏名家。
〈太史婆講廿四史〉
由劉晟（筆名：容若）撰寫的連載欄目，以通俗文字講述中國歷史，用老婦口吻，以混雜「文言文、書面語、廣東話」的「三及弟」文字行文，由盤古開天闢地說起，之風趣文字寫出中國歷代興衰。1969年因《晶報》由極左領導主持，因這欄寫的是「帝王將相，才子佳人」，屬於要「破四舊」之物而被腰斬，當時內容只說到宋代。
〈行囊拾異錄〉
由曹聚仁撰寫，1964年6月刊登。
〈支離雜話〉
由曹聚仁撰寫，1965年10月刊登。
〈西遊回憶錄〉
由林嘉鴻以筆名「筆聊生」撰寫的連載小說，專欄標明「豬八戒口述、筆聊生筆記」，行文使用三及第文體。
〈三挑玉女〉
由靈簫生撰寫的連載小說，屬鴛鴦蝴蝶派小說，以淺白文言文撰寫，1960年2月開始連載。
〈百美新圖〉
由吟龍撰文，蕭鳳作圖，以文字及圖畫介紹一百位中國古代美女，例如：第六十五美是紅拂。於1958年連載。
〈反聊齋〉
由筆工撰文，白雪作圖，以文字及插圖講述古代神怪故事。於1958年連載。
影評
由陳青楓撰寫，每篇約五百字的電影評論。
武俠小說
由童彥子用筆名「伴霞樓主」撰寫的連載武俠小說。

## 政治立場
在政治立場上，《晶報》屬親中共的「左派」報章，更是當時香港的「五大左報」（《文》、《大》、《新》、《商》、《晶》）之一，例如在1964年5月3日，《晶報》以「訴說七年同居關係圖文並茂 蔣介石棄婦著書」為頭條新聞，報道蔣介石千方百計阻止陳潔如在美國出書披露她和蔣介石同居的內幕。
對於香港左派在1967年發起的六七暴動，《晶報》在1967年8月7日發表社論稱：「我們對港英的鬥爭採取『三視』辦法：仇視、鄙視、蔑視。」在1967年8月28日的《晶報》社論標題為「抗暴鬥爭能清洗自己的污濁」，指反英抗暴鬥爭是一場革命戰爭，而且「革命戰爭必須用戰無不勝的毛澤東思想」；最後以毛澤東的說話作結語。因為左派媒體在六七暴動期間積極支持暴力及炸彈襲擊，造成多名香港市民無辜死傷，在香港社會造成極壞的影響，故《晶報》在六七暴動後的閱讀量一落千丈，其連同《大公報》及《文匯報》等五大左派報章的總發刊量由原來佔全港中文報紙的三分之一，到六七暴動結束後下跌至僅佔十分之一。

## 事件

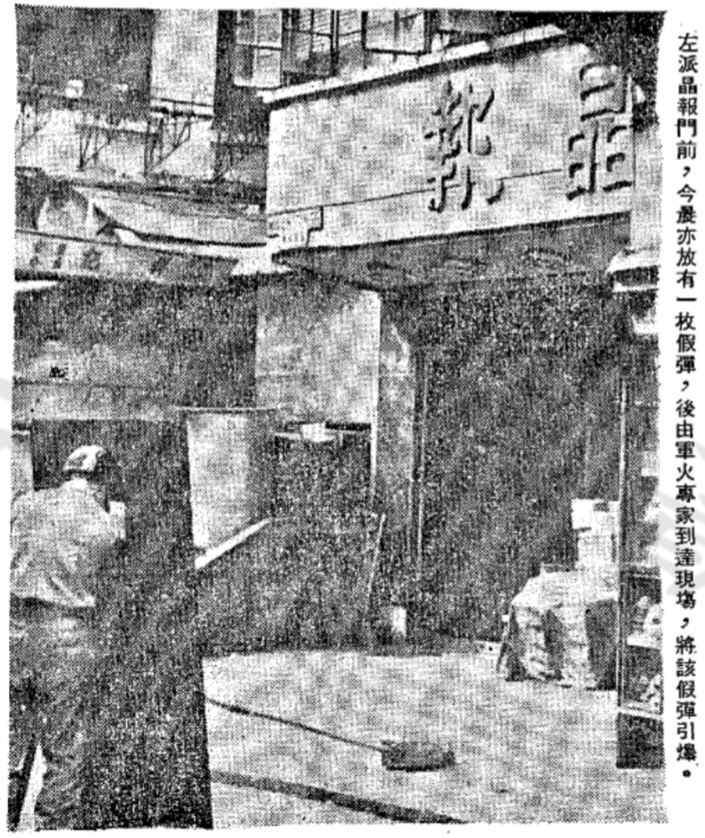
六七暴動的真假炸彈浪潮在8月漸趨失控，左派團體疑發生鬥爭路線之爭，有炸彈被放置在部分左派組織的據點，9月12日清晨《晶報》在威靈頓街的報社門口發現疑似爆炸品，渲染炸彈鬥爭的《晶報》求助警方移除爆炸品，警方召喚駐港英軍的拆彈專家到場檢查後判斷是一個假炸彈，並將這件懷疑爆炸品引爆

### 煽動暴力及仇恨
1967年8月，高級警察幫辦菲力士及昆吾指控《晶報》社長陳霞子，指該報於1967年6月26日刊出之「罪惡淵源」照片及同年8月7日刊出之「一個殺人主兇，殺害三名反迫害愛國同胞的兇手」照片加上誹謗性標題，例如「這兩隻白皮豬是政擊工會的主兇，牠們都受到應得的懲罰！」這是六七暴動的第一宗左派報章被控的案件。
在六七暴動期間《晶報》與同期的左派媒體都在其新聞版及社論中積極支持左派襲擊警察及讚揚放置真假炸彈擾亂社會秩序的活動，同年8月起左派暴徒的炸彈襲擊活動漸趨失控，到1967年9月12日《晶報》當時在中環威靈頓街149號的發行部門前，也被放置一件懷疑是的物品，在暴動期間曾經發文支持左派進行炸彈襲擊活動的《晶報》當日報警求助，英軍派出軍火專家檢視後將該件可疑物品即場引爆。同年10月15日晚上11時左右，在《晶報》及《正午報》所在的灣仔皇后大道東循環報大廈附近發現放有兩件懷疑爆炸品，這兩家左派報社倉惶關上大門，軍火專家在11時30分到場檢驗這兩件可疑物品，確定是兩枚具有殺傷力的炸彈，隨即將炸彈就地引爆，且爆炸力甚大，《華僑日報》記者推測就連左派報社的地方也出現真假炸彈與「鬥委會」未能依時支付炸彈隊成員「鬥爭費」及鬥爭路線之爭引發內訌有關。

### 社長陳霞子逝世
1979年5月19日，《晶報》社長兼廣東省政協陳霞子於養和醫院逝世，終年75歲，治喪委會由費彝民、何賢、祁烽、李子誦等組成。